# Igor Anatoljewitsch Bobrin
Igor Anatoljewitsch Bobrin (russisch Игорь Анатольевич Бобрин, wiss. Transliteration Igor' Anatol'evič Bobrin; * 14. November 1953 in Leningrad) ist ein ehemaliger sowjetischer Eiskunstläufer, der im Einzellauf startete. Er ist der Europameister von 1981.
Bobrin hatte erst recht spät in seiner Karriere internationalen Erfolg. In den 1970er Jahren stand er zumeist im Schatten seiner starken Landsmänner Sergei Tschetweruchin, Sergei Wolkow, Wladimir Kowaljow und Juri Owtschinnikow. Nach dessen Rücktritten wurde er Anfang der 1980er Jahre die Nummer eins im sowjetischen Eiskunstlauf. Viermal wurde er insgesamt sowjetischer Meister. Sein größter Erfolg war der Gewinn des Europameistertitels im Jahr 1981. Im gleichen Jahr gewann er mit Bronze auch seine einzige Medaille bei Weltmeisterschaften. 1982 errang er im hohen Eiskunstlaufalter von 28 Jahren mit Bronze bei der Europameisterschaft seine letzte internationale Medaille.
Bobrins Laufstil war geprägt durch den hohen künstlerischen Ausdruck seiner Kür zu bevorzugt klassischer Musik (Bajazzo), in die er im Gegensatz zu den russischen Läufern seiner Generation ausgefallene Figuren einsetzte.
Nach dem Ende seiner Amateurkarriere eröffnete Bobrin 1986 sein eigenes Eistheater in Moskau, das Bobrin Ice Theatre Moscow – Moscow Stars on Ice.
In den Jahren 2011 und 2012 nahm er als Jurymitglied an der TV-Show „Cup of Professionals“ des Perwy kanal in Russland teil.
Bobrin ist mit der Olympiasiegerin im Eistanzen Natalja Bestemjanowa verheiratet.

## Ergebnisse
| Wettbewerb / Jahr           | 1972 | 1973 | 1974 | 1975 | 1976 | 1977 | 1978 | 1979 | 1980 | 1981 | 1982 | 1983 |
| --------------------------- | ---- | ---- | ---- | ---- | ---- | ---- | ---- | ---- | ---- | ---- | ---- | ---- |
| Olympische Winterspiele     |      |      |      |      |      |      |      |      | 6.   |      |      |      |
| Weltmeisterschaften         |      |      |      |      | 8.   |      | 5.   | 10.  | 7.   | 3.   | 7.   |      |
| Europameisterschaften       |      |      |      |      |      |      | 4.   | 5.   | 4.   | 1.   | 3.   |      |
| Sowjetische Meisterschaften | 3.   | 4.   | 4.   | 6.   | 3.   | 4.   | 1.   | 2.   | 1.   | 1.   | 1.   | 2.   |